# Moon Girl and Devil Dinosaur
Moon Girl and Devil Dinosaur (též Marvel's Moon Girl and Devil Dinosaur) je nadcházející americký animovaný televizní seriál založený na stejnojmenných postavách od Marvel Comics. Seriál bude vyroben společnostmi Disney Television Animation, Marvel Animation a Cinema Gypsy Productions. Seriál by měl mít premiéru na Disney Channel v roce 2023

## Obsazení

### Hlavní postavy
- Diamond White jako Lunella Lafayette / Moon Girl – dívka s velkým intelektem a hlavní hrdinka[3]
- Fred Tatasciore jako Devil Dinosaur – Lunellin mazlíček červený Tyrannosaurus rex který byl omylem přivedený z minulosti do současného New Yorku
- Sasheer Zamata jako Adria Lafayette – Lunelina matka[4]
- Jermaine Fowler jako James Lafayette Jr. – Lunellin otec[4]
- Libe Barer jako Casey – Lunelina nejlepší kamarádka a manažerka[4]
- Alfre Woodard jako Mimi Lafayette – Lunelina babička[4]
- Gary Anthony Williams jako James "Pops" Lafayette Sr. – Lunellin dědeček[4]

### Vedlejší postavy
- Laurence Fishburne jako Beyonder – zvědavý a zlomyslný podvodník[4]

## Přehled řad
| Řada | Díly | Premiéra v USA | Premiéra v USA | Premiéra v ČR | Premiéra v ČR |
| Řada | Díly | První díl      | Poslední díl   | První díl     | Poslední díl  |
| ---- | ---- | -------------- | -------------- | ------------- | ------------- |
| 1    | 16   | 10. února 2023 | 6. května 2023 | bude oznámeno | bude oznámeno |
| 2    | 24   | 2. února 2024  | bude oznámeno  | bude oznámeno | bude oznámeno |

## Seznam dílů

### První řada (2023)
| Č. v seriálu | Č. v řadě | Původní název               | Český název   | Režie                           | Scénář                           | Příběh | Premiéra v USA  | Premiéra v ČR | Prod. kód |
| ------------ | --------- | --------------------------- | ------------- | ------------------------------- | -------------------------------- | --- | --------------- | ------------- | --------- |
| 1            | 1         | Moon Girl Landing           | bude oznámeno | Trey Buongiorno & Christine Liu | Jeffrey M. Howard & Kate Kondell | Chivaun Fitzpatrick, Jules Bridgers, Morgan Hillebrand, Lidia Liu, Alfred Coleman III, Annie J. Li & Kalen Aris Whitfield       | 10. února 2023  | bude oznámeno | 101       |
| 2            | 2         | The Borough Bully           | bude oznámeno | Trey Buongiorno                 | Halima Lucas                     | Chivaun Fitzpatrick, Annie J. Li & Kalen Aris Whitfield                                                                         | 11. února 2023  | bude oznámeno | 102       |
| 3            | 3         | Run the Rink                | bude oznámeno | Ben Juwono                      | Jeffrey M. Howard & Kate Kondell | Steve Hirt, Trey Buongiorno, Diana Kidlaied, Paulene Phouybanhdyt, Johnny Castuciano, Jessica Lin & Philip Pignotti             | 18. února 2023  | bude oznámeno | 103       |
| 4            | 4         | Check Yourself              | bude oznámeno | Rodney Clouden & Ben Juwono     | Maggie Rose                      | Samir Barrett, Samm Lee & Tyre Jones                                                                                            | 18. února 2023  | bude oznámeno | 104       |
| 5            | 5         | Hair Today, Gone Tomorrow   | bude oznámeno | ChrisLisa Muse Bryant           | Lisa Muse Bryant                 | Jules Bridgers, Morgan Hillebrand & Lidia Liu                                                                                   | 25. února 2023  | bude oznámeno | 105       |
| 6            | 6         | The Beyonder                | bude oznámeno | Ben Juwono & Samantha Suyi Lee  | Halima Lucas                     | Samir Barrett, Tyre Jones, Samantha Suyi Lee, Kellye Perdue & Sixiao Tang                                                       | 25. února 2023  | bude oznámeno | 106       |
| 7            | 7         | Moon Girl's Day Off         | bude oznámeno | Trey Buongiorno                 | Liz Hara & Lisa Muse Bryant      | Chivaun Fitzpatrick, Annie J. Li & Kalen Aris Whitfield                                                                         | 4. března 2023  | bude oznámeno | 110       |
| 8            | 8         | Teacher's Pet               | bude oznámeno | Trey Buongiorno                 | Taylor Vaughn Lasey              | Chivaun Fitzpatrick, Annie J. Li & Kalen Aris Whitfield                                                                         | 11. března 2023 | bude oznámeno | 108       |
| 9            | 9         | Skip Ad...olescense         | bude oznámeno | Samantha Suyi Lee               | Halima Lucas                     | Samir Barrett, Chivaun Fitzpatrick, Steve Hirt, Tyre Jones, Waymond Singleton, Sixiao Tang, Kalen Aris Whitfield & Yunhao Zhang | 18. března 2023 | bude oznámeno | 109       |
| 10           | 10        | Goodnight, Moon Girl        | bude oznámeno | Christine Liu                   | Liz Hara                         | Jules Bridgers, Morgan Hillebrand & Lidia Liu                                                                                   | 25. března 2023 | bude oznámeno | 107       |
| 11           | 11        | Like Mother, Like Moon Girl | bude oznámeno | Samantha Suyi Lee               | Halima Lucas                     | Samir Barrett, Sixiao Tang & Yunhao Zhang                                                                                       | 1. dubna 2023   | bude oznámeno | 111       |
| 12           | 12        | Today, I Am a Woman         | bude oznámeno | Christine Liu                   | Maggie Rose                      | Jules Bridgers, Morgan Hillebrand & Lidia Liu                                                                                   | 8. dubna 2023   | bude oznámeno | 112       |
| 13           | 13        | Devil On Her Shoulder       | bude oznámeno | Christine Liu                   | Taylor Vaughn-Lasley             | Jules Bridgers, Morgan Hillebrand & Lidia Liu                                                                                   | 15. dubna 2023  | bude oznámeno | 113       |
| 14           | 14        | Coney Island, Baby!         | bude oznámeno | Trey Buongiorno                 | Liz Hara                         | Chivaun Fitzpatrick, Annie J. Li & Kalen Aris Whitfield                                                                         | 22. dubna 2023  | bude oznámeno | 114       |
| 15           | 15        | OMG Issue #1                | bude oznámeno | Trey Buongiorno                 | Taylor Vaughn-Lasley & Liz Hara  | Chivaun Fitzpatrick, Annie J. Li & Kalen Aris Whitfield                                                                         | 29. dubna 2023  | bude oznámeno | 115       |
| 16           | 16        | OMG Issue #2                | bude oznámeno | Taylor Vaughn-Lasley & Liz Hara | Christine Liu                    | Jules Bridgers, Morgan Hillebrand & Lidia Liu                                                                                   | 6. května 2023  | bude oznámeno | 116       |

### Druhá řada (2024)
| Č. v seriálu | Č. v řadě | Původní název            | Český název   | Režie                                          | Scénář        | Příběh                                                                      | Premiéra v USA  | Premiéra v ČR | Prod. kód |
| ------------ | --------- | ------------------------ | ------------- | ---------------------------------------------- | ------------- | --------------------------------------------------------------------------- | --------------- | ------------- | --------- |
| 17           | 1         | The Great Beyond-er!     | bude oznámeno | Samantha Suyi Lee                              | Halima Lucas  | Samir Barrett, Sixiao Tang & Yunhao Zhang                                   | 2. února 2024   | bude oznámeno | 201       |
| 18           | 2         | Suit Up!                 | bude oznámeno | Trey Buongiorno Annie J. Li (spoluředitel)     | Liz Hara      | Chivaun Fitzpatrick, Annie J. Li & Kalen Aris Whitfield                     | 2. února 2024   | bude oznámeno | 202       |
| 19           | 3         | Belly of the Beast       | bude oznámeno | Christine Liu Morgan Hillebrand (spoluředitel) | Liz Hara      | Jules Bridgers, Morgan Hillebrand & Lidia Liu                               | 10. února 2024  | bude oznámeno | 203       |
| 20           | 4         | Ride or Die              | bude oznámeno | Trey Buongiorno Annie J. Li (spoluředitel)     | Halima Lucas  | Chivaun Fitzpatrick, Annie J. Li, Jessica Lin & Kalen Aris Whitfield        | 10. února 2024  | bude oznámeno | 204       |
| 21           | 5         | Kid Kree                 | bude oznámeno | Samantha Suyi Lee Samir Barrett (spoluředitel) | Maggie Rose   | Samir Barrett, Sixiao Tang & Yunhao Zhang                                   | 17. února 2024  | bude oznámeno | 205       |
| 22           | 6         | Wish-Tar                 | bude oznámeno | Samantha Suyi Lee                              | Halima Lucas  | Samir Barrett, Sixiao Tang & Yunhao Zhang                                   | 17. února 2024  | bude oznámeno | 207       |
| 23           | 7         | Make It, Don't Break It! | bude oznámeno | Annie J. Li                                    | bude oznámeno | Chivaun Fitzpatrick, Jessica Lin & Kalen Aris Whitfield                     | 24. února 2024  | bude oznámeno | 208       |
| 24           | 8         | The Devil You Know       | bude oznámeno | Christine Liu                                  | LaGina Hill   | Jules Bridgers, Lidia Liu, Morgan Hillebrand & Shanelle Wang                | 24. února 2024  | bude oznámeno | 209       |
| 25           | 9         | Dog Day Mid-Afternoon    | bude oznámeno | Christine Liu                                  | Liz Hara      | Jules Bridgers, Morgan Hillebrand & Lidia Liu                               | 2. března 2024  | bude oznámeno | 210       |
| 26           | 10        | In the Heist             | bude oznámeno | Annie J. Li Chivaun Fitzpatrick (spoluředitel) | Maggie Rose   | Chivaun Fitzpatrick, Jessica Lin & Shanelle Wang                            | 2. března 2024  | bude oznámeno | 211       |
| 27           | 11        | Roller Jam!              | bude oznámeno | Samantha Suyi Lee Samir Barrett (spoluředitel) | Roxy Simons   | Samir Barrett, Sixiao Tang & Yunhao Zhang                                   | 9. března 2024  | bude oznámeno | 212       |
| 28           | 12        | Dancing With Myself      | bude oznámeno | Christine Liu Morgan Hillebrand (spoluředitel) | Liz Hara      | Jules Bridgers & Lidia Liu                                                  | 9. března 2024  | bude oznámeno | 213       |
| 29           | 13        | Family Matters           | bude oznámeno | Annie J. Li                                    | Halima Lucas  | Luz Batista, Chivaun Fitzpatrick, Jessica Lin, Travis Marks & Shanelle Wang | 16. března 2024 | bude oznámeno | 214       |
| 30           | 14        | The Molecular Level      | bude oznámeno | Samantha Suyi Lee                              | Liz Hara      | Samir Barrett, Luz Batista, Sixiao Tang, Yunhao Zhang & Waymond Singleton   | 16. března 2024 | bude oznámeno | 215       |